# Žuráň

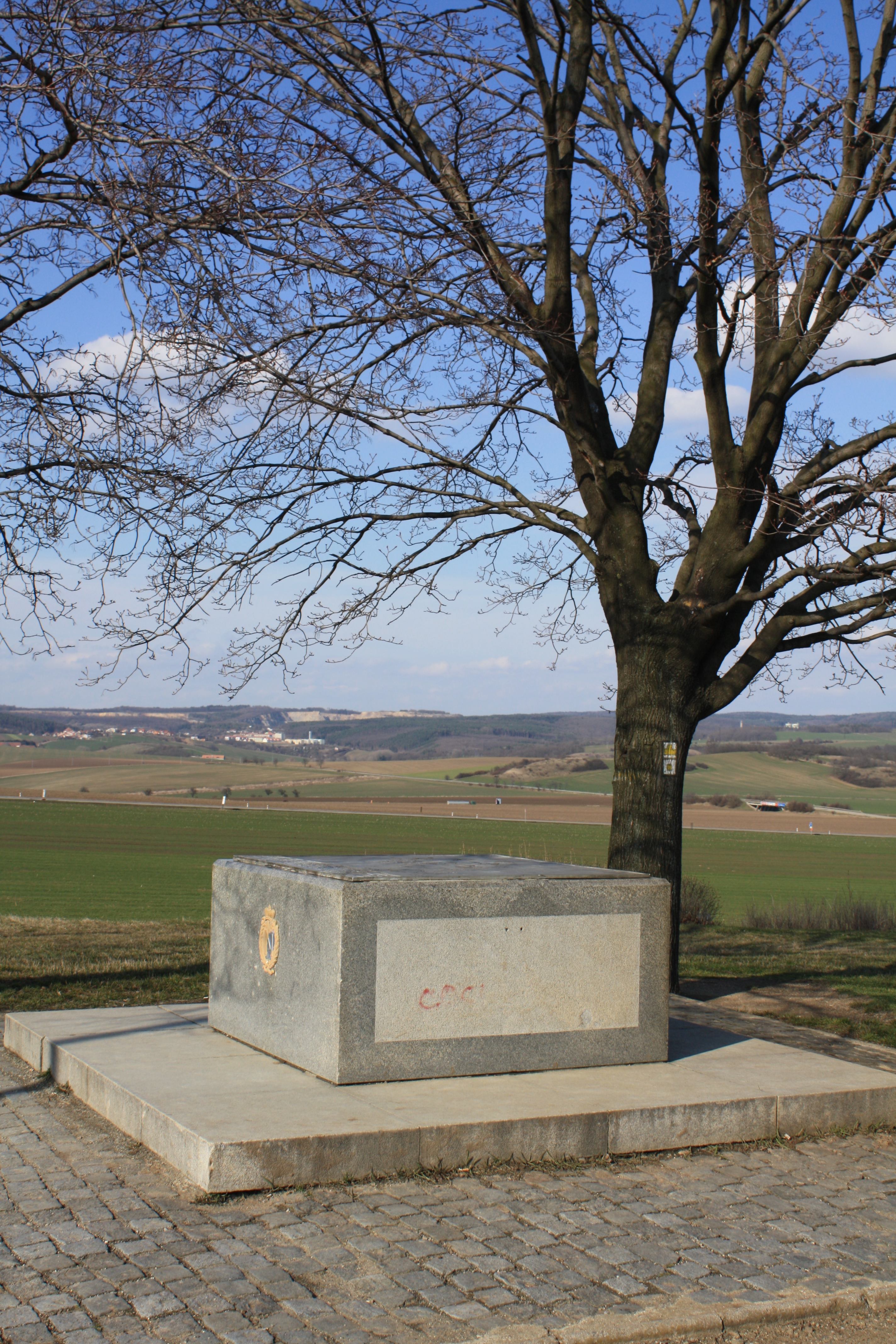
Topo de Žuráň

Žuráň (268 m) é uma pequena colina perto da localidade de Podolí na República Checa. A colina ficou famosa por aí ter ocorrido a Batalha de Austerlitz, a 2 de Dezembro de 1805, ganha por Napoleão Bonaparte. No topo da colina está um pequeno memorial da batalha (com um mapa do confronto) e, também, as bandeiras das nações que lutaram nessa batalha. 
Em Žuráň também existem importantes túmulos de antigos povos Germânicos aristocratas da Morávia (provavelmente dos séculos V e VI - de acordo com o historiador Josef Poulík, o rei Vacão terá sido enterrado aqui mas, outros historiadores não têm a certeza da identidade das pessoas sepultadas) sendo um local muito rico em termos arqueológicos.